# Amer Eriksson Ibragic
Amer Eriksson Ibragic, född 6 oktober 1994, är en svensk fotbollsspelare som spelar för Oskarshamns AIK.

## Karriär
Eriksson Ibragic moderklubb är Vrigstad IF. Han gick över till Jönköpings Södra i samband med att han började på fotbollsgymnasiet. Inför säsongen 2014 flyttades Eriksson Ibragic upp i J-Södras A-lag. I mars 2015 lånades Eriksson Ibragic ut till Husqvarna FF över säsongen 2015. I januari 2016 värvades Eriksson Ibragic av Husqvarna FF, där han skrev på ett tvåårskontrakt.
I december 2017 värvades Eriksson Ibragic av Mjällby AIF. Efter säsongen 2020 lämnade han klubben. I mars 2021 skrev Eriksson Ibragic på för Assyriska IK. I februari 2022 gick han till Oskarshamns AIK.

## Karriärstatistik
| Klubb               | Säsong             | Liga               | Liga    | Liga | Svenska cupen | Svenska cupen | Totalt  | Totalt |
| Klubb               | Säsong             | Division           | Matcher | Mål  | Matcher       | Mål           | Matcher | Mål    |
| ------------------- | ------------------ | ------------------ | ------- | ---- | ------------- | ------------- | ------- | ------ |
| Jönköpings Södra IF | 2014               | Superettan         | 2       | 0    | 2             | 0             | 4       | 0      |
| Husqvarna FF (lån)  | 2015               | Division 1 Södra   | 21      | 0    | 2             | 0             | 23      | 0      |
| Husqvarna FF        | 2016               | Division 1 Södra   | 24      | 0    | 0             | 0             | 24      | 0      |
| Husqvarna FF        | 2017               | Division 1 Södra   | 25      | 3    | 0             | 0             | 25      | 3      |
| Husqvarna FF        | Totalt             | Totalt             | 49      | 3    | 0             | 0             | 49      | 3      |
| Mjällby AIF         | 2018               | Division 1 Södra   | 21      | 0    | 0             | 0             | 21      | 0      |
| Mjällby AIF         | 2019               | Superettan         | 16      | 1    | 0             | 0             | 16      | 1      |
| Mjällby AIF         | 2020               | Allsvenskan        | 1       | 0    | 3             | 0             | 4       | 0      |
| Mjällby AIF         | Totalt             | Totalt             | 38      | 1    | 3             | 0             | 41      | 1      |
| Assyriska IK        | 2021               | Ettan Södra        | 26      | 0    | 1             | 0             | 27      | 0      |
| Oskarshamns AIK     | 2022               | Ettan Södra        | 1       | 0    | 0             | 0             | 1       | 0      |
| Totalt i karriären  | Totalt i karriären | Totalt i karriären | 137     | 4    | 8             | 0             | 145     | 4      |